# Claude Le Roy

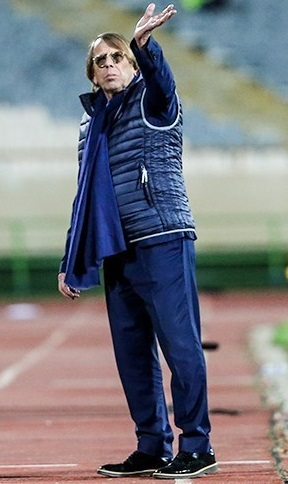
Claude Le Roy, 2017

Claude Le Roy (* 6. Februar 1948 in Bois-Normand-près-Lyre, Eure) ist ein ehemaliger französischer Fußballspieler und derzeitiger -trainer. Er ist besonders als Nationaltrainer diverser afrikanischer Auswahlmannschaften bekannt.

## Laufbahn

### Spielerkarriere
Der Mittelfeldspieler Le Roy gehörte eher zu den durchschnittlichen Fußballern im französischen Profifußball. Während seiner Spielerkarriere gewann er keine Titel.
Le Roy debütierte 1970 beim FC Rouen in der Division 1. Im selben Jahr wechselte er zum Ligarivalen AC Ajaccio. Ende 1971 bestritt er mit der Mannschaft zwei Spiele in Brazzaville sowie Pointe-Noire. Dieser Aufenthalt im Kongo weckte bei Le Roy eigener Angabe nach die Lust, später auf den afrikanischen Kontinent zurückzukehren. Als der Klub 1973 in die zweite Liga abstieg, verließ Le Roy die Mannschaft und blieb mit seinem Wechsel zu Olympique Avignon in der ersten Liga. 1977 zog er zu Stade Laval weiter, ehe er seine Laufbahn ab 1980 als Spielertrainer beim unterklassigen SC Amiens ausklingen ließ.

### Trainerkarriere
Ab 1980 war Le Roy eine Spielzeit als Spielertrainer für SC Amiens tätig. 1981 hängte er seine Fußballschuhe an den Nagel und konzentrierte sich auf die Trainertätigkeit beim Klub. Es folgte zwischen 1983 und 1985 ein Engagement bei AS de Grenoble. Anschließend war er kurzzeitig bei Al Shabab in den Vereinigten Arabischen Emiraten als Trainer angestellt.
1985 wurde Le Roy unverhofft Nationaltrainer Kameruns. Von Kameruns damaligem Botschafter in Spanien, dem früheren Fußballspieler Eugène Njo-Léa, wurde Le Roy mitgeteilt, dass der kamerunische Verband Interesse an seiner Verpflichtung habe. Der Franzose wurde in die Hauptstadt Yaoundé eingeladen, wo ohne vorherige Absprache zu Le Roys Überraschung während einer Pressekonferenz seine Einstellung als Nationaltrainer bekannt gegeben wurde. In Kamerun erhielt er den Spitznamen Le sorcier blond (deutsch: Der blonde Hexer). Mit der Nationalmannschaft gewann er die Afrikameisterschaft 1988, nachdem er zwei Jahre zuvor erst im Elfmeterschießen gegen Ägypten im Finale gescheitert war. Anschließend beendete er sein Engagement. Während seiner Zeit in Kamerun erkannte er das Talent des für Tonnerre Yaoundé spielenden Liberianers George Weah und vermittelte diesen an AS Monaco, damals trainiert von Arsène Wenger. 1990 kehrte Le Roy als Trainer des Senegal nach Afrika zurück. Nach dem Scheitern im Viertelfinale der Afrikameisterschaft 1992 ging er nach Asien und übernahm das Nationaltraineramt bei Malaysia, das er bis 1995 bekleidete.
1996 kehrte Le Roy als Funktionär nach Europa zurück und arbeitete zunächst für den AC Mailand. 1997 wurde er Sportdirektor bei Paris Saint-Germain, übernahm aber ab 1998 erneut die Nationalmannschaft Kameruns, die er bei der Weltmeisterschaft 1998 betreute. Ohne Sieg und als Tabellenletzter der Vorrundengruppe B wurde das Turnier beendet und Le Roy musste sein Amt niederlegen. Zu seinen Spielern während der WM 1998 gehörte Samuel Eto’o, den er im Alter von 17 Jahren in das Aufgebot berufen hatte.
Bis September 2000 betreute Le Roy im Anschluss Racing Straßburg. 2001 ging er nach China zu Shanghai Cosco. 2003 kehrte er erneut nach Europa zurück und arbeitete für kurze Zeit bei Cambridge United.
2004 ging Le Roy erneut nach Afrika und übernahm die Nationalmannschaft der Demokratischen Republik Kongo. In dieser Zeit wurde er zum Entdecker von Trésor Mputu Mabi. Von 2006 bis Mai 2008 war er Trainer der ghanaischen Nationalmannschaft. Im Juli 2008 übernahm er die Nationalmannschaft des Oman. Ab April 2011 war er Trainer der syrischen Auswahl, beendete seine Tätigkeit aber bereits im Mai wieder aufgrund der Unruhen in Syrien.
Am 2. September 2011 gab der kongolesische Verbandspräsident Omari Selemani bekannt, dass Le Roy erneut einen Dreijahresvertrag bei der Nationalmannschaft der Demokratischen Republik Kongo unterzeichnen werde. Von Dezember 2013 bis November 2015 trainierte Le Roy im Nachbarland die Nationalmannschaft der Republik Kongo.
Von April 2016 bis April 2021 trainierte er die Togoische Fußballnationalmannschaft.

## Sonstiges
2018 wurde Le Roy von Liberias Staatspräsident George Weah die höchste Auszeichnung des Landes verliehen. 2021 veröffentlichte Le Roy das Buch Le sorcier blond, in dem er seine Erfahrungen als Trainer niedergeschrieben hatte. Er wurde als der „afrikanischste der europäischen Trainer“ bezeichnet. Der deutsche Fußballspieler Leroy Sané, dessen Vater Souleymane Sané unter Le Roy in Senegals Nationalmannschaft spielte, erhielt seinen Vornamen in Anlehnung an Claude Le Roy.